# Turistická značená trasa 6128
Turistická značená trasa 6128 je žlutě vyznačená 500 metrů dlouhá pěší trasa Klubu českých turistů vedená ze Sídliště Rohožník v Újezdě nad Lesy do Klánovického lesa.

## Popis trasy
Krátká trasa začíná na konečné MHD na Sídlišti Rohožník a vede spolu s cyklotrasou 8207 severním směrem rovně vilovou čtvrtí do Klánovického lesa. U rozcestí Na Vidholci končí a navazuje na další turistické trasy.
| Km  | Místo             | Navazující a křižující trasy | Nadm. výška |
| --- | ----------------- | ---------------------------- | ----------- |
| 0   | Sídliště Rohožník |                              | 279 m       |
| 0,5 | Újezd – Vidrholec | 0010                         | 276 m       |
| 0,5 | Ve Vidrholci      | 0010, 3117                   |             |

## Zajímavá místa
- Klánovický les

## Veřejná doprava
Cesta začíná u konečné zastávky MHD Sídliště Rohožník.